# Самусь (селище)
Саму́сь (рос. Самусь) — селище у складі Сєверського міського округу Томської області, Росія.

## Населення
Населення — 5564 особи (2010; 5690 у 2002).
Національний склад (станом на 2002 рік):
- росіяни — 94 %